# Kazimierz Pałasz
Kazimierz Czesław Pałasz (ur. 1 marca 1952 w Anielewie) – polski polityk, samorządowiec, w latach 1994–2010 prezydent Konina.

## Życiorys
Ukończył nauki polityczne na Wydziale Nauk Społecznych Uniwersytetu im. Adama Mickiewicza w Poznaniu, a także m.in. podyplomowe studium prawa pracy na tej uczelni.
Od 1969 do 1983 i ponownie w latach 1989–1994 pracował w konińskiej hucie aluminium, ostatnio jako kierownik działu kadr i płac. Pomiędzy tymi okresami był kierownikiem biura rady wojewódzkiej PRON w Koninie. W 1994 i 1998 rada miasta Konina powoływała go na urząd prezydenta miasta. W bezpośrednich wyborach samorządowych w 2002 i 2006 ponownie był wybierany na to stanowisko. W 2009 bez powodzenia kandydował do Parlamentu Europejskiego. W 2010 nie ubiegał się o reelekcję na prezydenta miasta, uzyskał mandat radnego sejmiku wielkopolskiego z ramienia SLD. W 2011 został pracownikiem Zespołu Elektrowni Pątnów-Adamów-Konin, w 2016 przeszedł na emeryturę.
W październiku 2012 został wiceprzewodniczącym sejmiku. W 2014 utrzymał mandat radnego na kolejną kadencję. W 2018 nie uzyskał reelekcji. Bezskutecznie kandydował w 2011 do Senatu i w 2015 do Sejmu.
W 1999 został członkiem zarządu Związku Miast Polskich, w latach 2003–2011 pełnił funkcję wiceprezesa w tej organizacji. Od 1998 do 2007 przewodniczył konwentowi Państwowej Wyższej Szkoły Zawodowej w Koninie. Od 2004 do 2008 oraz od 2009 do 2013 wchodził w skład Rady Zamówień Publicznych. W latach 2004–2011 był wiceprzewodniczącym rady programowej Konkursu Ministra Środowiska „Lider Polskiej Ekologii”.
W okresie PRL należał do ZMS i ZSMP. Od 1972 do rozwiązania działał w Polskiej Zjednoczonej Partii Robotniczej. W 1990 przystąpił do SdRP, następnie w 1999 do Sojuszu Lewicy Demokratycznej.

## Życie prywatne
Żonaty (żona Halina), ma córkę Jolantę.

## Odznaczenia
Odznaczony m.in. Krzyżem Kawalerskim (2004) i Oficerskim (2010) Orderu Odrodzenia Polski, Brązowym i Srebrnym Krzyżem Zasługi, a także Medalem 40-lecia PRL.